# Un día cualquiera en Vulcano S.E.P. 1.0
Un día cualquiera en Vulcano S.E.P. 1.0 es el primer EP del grupo español Fangoria. Fue lanzado en junio de 1992 por GASA y Metal Sonic Disco, como la primera entrega de una trilogía que excedía la duración típica de un EP convencional, pero no alcanzaba la duración suficiente para ser considerado álbum de estudio. Debido a esta singularidad, Fangoria los denominó como «super extended play».
Del EP se lanzaron dos sencillos, «Sálvame» y «El dinero no es nuestro Dios», los cuales recibieron una recepción comercial limitada.

## Antecedentes
Vulcano fue el estudio de grabación fundado por Alaska y Nacho Canut. Inicialmente, su propósito era servir como un espacio de programación y ensayo. La primera producción que se programó en él fue el álbum Salto mortal. Sin embargo, bajo la asesoría de su mánager Pito y en el contexto de la nueva situación discográfica y económica de Fangoria, se decidió que también sería un estudio de grabación completo, donde se realizarían las mezclas del álbum. Dado que en ese momento Fangoria ya no aspiraba a ventas masivas, disponer de un estudio propio representaba una forma de rentabilizar al grupo. A lo largo de los años, Vulcano no solo se utilizó para la grabación de discos de Fangoria, sino que también fue el lugar donde se realizaron otras grabaciones y remezclas para diversos artistas. Entre los grupos que trabajaron en el estudio se encuentran Family, Niños del Brasil y Lions in Love. Además, otros proyectos como Proyecto UFO grabaron sus maquetas en el estudio. Por otro lado, tanto Fangoria como Big Toxic llevaron a cabo en Vulcano algunas de sus remezclas más populares para artistas como Los del Río, Amistades Peligrosas y OBK.
El regreso de Fangoria a la actividad discográfica se vio marcado por un gran obstáculo: la banda no tenía contrato vigente con ninguna compañía discográfica. Ante esta situación, se planteó la creación de un sello discográfico independiente, al que denominaron Metal Sonic Disco. A través de este sello, se planificaba la publicación de los discos de Fangoria y de otros grupos seleccionados por ellos, especialmente aquellos que no encontraran cabida en otras discográficas. Además, se consideró la posibilidad de importar discos que no estuvieran disponibles en España. No obstante, Metal Sonic Disco solo llegó a publicar los discos de Fangoria y la importación de un álbum de Cabaret Voltaire titulado Plasticity. Para la distribución de los discos de Fangoria, se alcanzó un acuerdo con GASA, lo que facilitó la salida de dos discos y varios maxisencillos. Fue bajo este acuerdo que se gestó la trilogía Un día cualquiera en Vulcano, un conjunto de tres discos con un formato innovador en España. Este concepto, denominado «super extended play», consistía en un EP de cinco o seis canciones acompañado de varias remezclas de esos mismos temas, un enfoque inédito en el país en ese momento.

## Lanzamiento y promoción
En junio de 1992, Fangoria lanzó Un día cualquiera en Vulcano S.E.P. 1.0, que incluyó las canciones «Sálvame», «Siempre alrededor», «Hacia la luz», «El dinero no es nuestro Dios», la versión en español de «Money Is Not Our God» de la banda inglesa Killing Joke, y «Basura», un cover de la famosa canción de Los Panchos. Para presentar el disco, se eligió el tema «Sálvame», del que se lanzó un maxisencillo que incluía cuatro remezclas.
Se produjeron dos vídeos musicales para este sencillo: uno con la versión «Radio edit» de la canción y otro con la remezcla «Revisión líquida». Ambos fueron realizados por la productora Vídeo Inferno, creada bajo el auspicio de los Estudios Vulcano. Además, se lanzó un segundo maxisencillo en formato CD del tema «El dinero no es nuestro dios», que incluía dos remezclas de la canción y una cara B titulada «Ley de vida», acompañada de dos remezclas de esta última, «Ley de Talión» y «Ley de Caifas».
En 2003, la trilogía Vulcanos fue recopilada y reeditada en el álbum doble, Un día cualquiera en Vulcano, que se distribuyó en dos discos: el CD 1 contenía las canciones originales y el CD 2 incluía las remezclas de toda la trilogía.

## Composición
La primera parte de la trilogía Vulcano sorprende por la variedad de su propuesta: a lo largo del disco se suceden temas abiertamente dance («Siempre alrededor»), medios tiempos de aire épico («Sálvame», quizá el tema más popular y que refleja muy bien las nuevas ambiciones sonoras del dúo), rock industrial («El dinero no es nuestro Dios») o incluso boleros filtrados por el tamiz de la electrónica («Basura»).
«Hacia la luz», junto con «Sálvame», es quizá el tema más profundo, místico, de sonido oriental, muy en la línea del neohippismo que a comienzos de los noventa predicaban grupos tan distintos como los B-52's o Primal Scream, ambas bandas muy apreciadas por Fangoria. Destaca la esmerada producción, que atañe no solamente al ámbito musical, sino también a la presentación, diseño gráfico e incluso a los videoclips rodados para acompañar al álbum. Igualmente es interesante señalar el conjunto de remezclas incluidas en el álbum, entre ellas «Sálvame/Babalú» en la que colaboró como vocalista Edith Salazar.

## Lista de canciones
| N.º | Título                            | Escritor(es)                                                 | Productor(es) | Duración |  |
| 1.  | «Sálvame»                         | Bazoka Nut, Ignacio Canut, Olvido Gara, Pablo Sycet          | Danny Hyde    | 4:55     |  |
| 2.  | «Siempre alrededor»               | Nut, Canut, Gara, Sycet                                      | Hyde          | 3:55     |  |
| 3.  | «Hacia la luz»                    | Francisco Jiménez, Canut, José Battaglio, Gara               | Big Toxic     | 5:07     |  |
| 4.  | «El dinero no es nuestro dios»    | Kevin Walker, Jaz Coleman, Martin Atkins, Canut, Gara, Sycet | Hyde          | 4:22     |  |
| 5.  | «Basura»                          | Alfredo Gil                                                  | Danny Melingo | 4:35     |  |
| 6.  | «Deja vú/Sálvame»                 |                                                              | Hyde          | 4:48     |  |
| 7.  | «Revisión líquida/Sálvame»        |                                                              | Toxic         | 6:12     |  |
| 8.  | «Babalú/Sálvame»                  |                                                              | Hyde          | 5:25     |  |
| 9.  | «Hacia la eternidad/Hacia la luz» |                                                              | Toxic         | 7:05     |  |
| 10. | «Basura tóxica espacial»          |                                                              | Toxic         | 6:00     |  |

Notas
- «El dinero no es nuestro Dios» es una versión de la canción «Money Is Not Our God» de Killing Joke.
- «Basura» es una versión de Los Panchos.

## Historial de lanzamientos
| País   | Fecha | Formato(s)     | Discográfica(s)             | Ref.  |
| ------ | ----- | -------------- | --------------------------- | ----- |
| España | 1992  | CD, LP, casete | Gasa Metal Sonic Disco, DRO | [ 2 ] |